# Sonnenfinsternis vom 24. Oktober 1995
Die Sonnenfinsternis vom 24. Oktober 1995 war eine totale Sonnenfinsternis, bei der sich die Zentrallinie von Iran über Indien und Thailand hinweg, und dann, nördlich an Indonesien vorbei, weit in den Westpazifik zog. Bis zum Maximum im Südchinesischen Meer nördlich der großen Insel Kalimantan, zog der Kernschatten des Mondes über dicht besiedelte Gebiete, danach ging es bis auf kleine Inseln nur noch übers Meer. Somit wurde diese Sonnenfinsternis fast ausschließlich zur örtlichen Vormittagszeit beobachtet.